# Louis Damblanc
Louis Damblanc, né le 29 juin 1889 à Lectoure et mort le 2 décembre 1969 à Levallois-Perret, est un ingénieur français, constructeur de la première fusée à étages séparables du monde.

## Biographie
Né à Lectoure dont sa mère, Catherine Escalup, est originaire, Louis Damblanc fait sa scolarité primaire à Fleurance où son père est carrossier, puis le secondaire à Auch, et il obtient son diplôme d'ingénieur à l'Institut électrotechnique de Grenoble en 1910.
Pendant la Première Guerre mondiale, il est mobilisé à la Direction des inventions en tant qu'ingénieur d'essais. Il fonde avec Louis Lacoin la société L'Alérion (en référence à l'Alérion), en vue de mettre au point l'hélicoptère bi-rotor de même nom. Avec Louis Mutti, il travaille sur le moteur à compression variable pour le vol à haute altitude. Après l'armistice, il crée son Bureau d'Études Aéronautiques et poursuit seul ses travaux sur les voilures tournantes et les moteurs à compression variable en tant qu'ingénieur-conseil. Il fonde l'hebdomadaire L'Aviation française en 1926 (qui deviendra La Vie aérienne quelques années plus tard), ainsi que plusieurs journaux d'opinion. Il s'engage politiquement : membre du Parti républicain-socialiste, il est maire de Fleurance du 28 décembre 1928 au 2 février 1941, où le gouvernement de Vichy lui désigne un remplaçant après critiques du défaitisme du nouveau pouvoir. Proche d'Aristide Briand, il fait différentes propositions concernant les infrastructures, l'interdiction des armes chimiques ou encore la construction d'une Europe économique. 
Il travaille sur les fusées dans les années 1930 : les essais au banc ont lieu à l'Institut aéronautique de Saint-Cyr puis les essais en vol à l'École centrale de pyrotechnie. Il obtient le prix international d'astronautique REP-Hirsch de la Société astronomique de France en 1935. Le 5 mars 1936, il dépose un brevet (en anglais) décrivant un concept de fusées à étages séparables au moyen de jonctions fusibles. Le Russe Constantin Tsiolkovski avait depuis 40 ans compris l'intérêt théorique de ce concept, mais ni lui, ni l'Américain Robert Goddard n'en avait encore réalisé. À partir de 1936 jusqu'à 1940, Damblanc va tester en vol 360 fois ses fusées, à un, deux et trois étages, avec des diamètres passant de 38 mm à 133 mm. Cette dernière était ainsi la plus grande fusée française d'avant-guerre. 
La séparation des étages n'est pas son seul apport relatif aux fusées. Il réalise aussi un banc d'essais, révolutionnaire pour l'époque, capable d'enregistrer de façon permanente et automatisée un grand nombre de variables. Il est également le premier à avoir proposé puis utilisé des alliages de magnésium pour réaliser les enveloppes des propulseurs de ses fusées. En 1939, dans un nouveau brevet, il envisage de nombreuses applications de fusées atterrissant à l'aide d'un Autogire : transport de courrier, de marchandises, et même de personnes. 
Les Américains réquisitionnent ses brevets pendant la guerre, mais il est ensuite indemnisé. Après-guerre, il travaille en optique et met au point un appareil (diascope et épidiascope) permettant de visualiser des documents opaques et de les agrandir. 
Mort en décembre 1969, il n'est pas assez connu de nos jours en regard de l'importance de son apport ; même les ingénieurs spatiaux de l'ESA ou de la NASA ignorent généralement jusqu'à son nom.